# Фрајзинг
Фрајзинг (њем. Freising) општина је у њемачкој савезној држави Баварска. Једно је од 24 општинска средишта округа Фрајзинг. Према процјени из 2010. у општини је живјело 45.654 становника. Посједује регионалну шифру (AGS) 9178124.

## Географски и демографски подаци
Фрајзинг се налази у савезној држави Баварска у округу Фрајзинг. Општина се налази на надморској висини од 448 метара. Површина општине износи 88,6 km². У самом мјесту је, према процјени из 2010. године, живјело 45.654 становника. Просјечна густина становништва износи 515 становника/km².

## Међународна сарадња
| Мјесто               | Држава   | Врста сарадње | Од    |
| -------------------- | -------- | ------------- | ----- |
| Велфанг              | Кина     | партнерство   | 1987. |
| Инихен               | Италија  | контакт       | 1972. |
| Вајдхофен ан дер Ибс | Аустрија | контакт       | 1982. |
| Обервелах            | Аустрија | партнерство   | 1962. |
| Марија Верт          | Аустрија | пријатељство  | 1978. |
| Извор                |          |               |       |